# Senat Greiser
Der Senat Greiser bildete vom 23. November 1934 bis zum 1. September 1939 die Regierung der Freien Stadt Danzig. Der Senat bestand gemäß Artikel 25 der Verfassung der Freien Stadt Danzig aus sechs hauptamtlichen und sechs ehrenamtlichen Senatoren.
| Amt                                 | Name                           | Partei    |
| ----------------------------------- | ------------------------------ | --------- |
| Präsident des Senats Inneres        | Arthur Greiser                 | NSDAP     |
| Soziale Fürsorge                    | Hans Albert Hohnfeldt          | NSDAP     |
| Kultus                              | Adalbert Boeck                 | NSDAP     |
| Finanzen                            | Julius Hoppenrath              | NSDAP     |
| Betriebe                            | Wilhelm Huth                   | NSDAP     |
| Bauwesen                            | Karl August Hoepfner           | NSDAP     |
| Justiz                              | Willibald Wiercinski-Keiser    | parteilos |
| Volksgesundheit                     | Helmut Adalbert Kluck          | NSDAP     |
| Volksaufklärung und Propaganda      | Paul Batzer                    | NSDAP     |
| Senatoren zur besonderen Verwendung | Wilhelm von Wnuck Max Bertling | NSDAP     |
| Unbesoldeter Senator                | Lothar Rettelsky               | NSDAP     |